# Arno Schreiber
Arno Schreiber (* 4. März 1897 in Großbauchlitz; † nach 1963) war ein deutscher Parteifunktionär (NSDAP) und Staatskommissar.

## Leben
Schreiber war von Beruf Schriftsetzer. Nach durchgehender Teilnahme am Ersten Weltkrieg war er bei der Reichsbahn beschäftigt. Danach war er als Gemüsehändler in Waldkirchen bei Zschopau und dann in Chemnitz tätig. Ende Juli 1925 wurde er in Döbeln Mitglied der NSDAP und ab 1928 für die Partei Kreisleiter in Chemnitz. Außerdem trat er der SA bei. Von 1930 bis 1933 war Schreiber für die NSDAP Abgeordneter im Sächsischen Landtag und fungierte dort längere Zeit als Fraktionsgeschäftsführer.
Der sächsische Ministerpräsident Manfred von Killinger förderte Arno Schreiber, der in die Staatsverwaltung übernommen und bis zum Oberregierungsrat aufgestiegen war. Außerdem berief ihn Killinger  im März 1933 zum Staatskommissar in der Staatskanzlei. Im Zuge des sogenannten Röhm-Putsches wurde Schreiber Ende Juni/Anfang Juli 1934 festgenommen und schied aus dem Staatsdienst aus. Danach bestritt er seinen Lebensunterhalt als kaufmännischer Angestellter in Leipzig.
Nach dem Zweiten Weltkrieg lebte Schreiber in Balingen (Baden-Württemberg), wo er seinem früheren NSDAP-Fraktionskollegen Heinrich Bennecke Auskunft über seine Tätigkeit in Sachsen gab, der ihn im Auftrag des Instituts für Zeitgeschichte als Zeitzeuge befragte. Bei der Landtagswahl in Baden-Württemberg 1964 trat Schreiber als Direktkandidat für die Gesamtdeutsche Partei an.